# 阿克斯拉赫
阿克斯拉赫是德国巴伐利亚州的一个市镇。总面积30.06平方公里，总人口971人，其中男性518人，女性453人（2011年12月31日），人口密度32人/平方公里。